# Бутурлин, Фёдор Никитич
Фёдор Никитич Бутурлин (умер 1520, Торопец) — боярин и воевода на службе у московского князя Василия III. Отдаленный потомок Радши выходца из Германии. Сын Никиты Ивановича Бутурлина, брат окольничего Андрея, боярина Ивана и воеводы Семёна, также состоявших на службе у московских князей.
В 1506 г. он воеводой в полке правой руки ходил под Мстиславль. В 1512 г. отражал набег крымских татар под командованием сыновей крымского хана Менгли-Гирея, и прогнал их от реки Осетр до Тихой Сосны. В 1513 г. принял участие участвовал в походе Василия III на Смоленск. В 1513 году Фёдор Бутурлин получил боярский чин. В 1514 г. вновь участвовал в походе под Смоленск. В 1516 году он стоял на Вашане. В 1517, 1518 и 1519 годах для обороны от набегов крымских татар находился на реке Оке. В 1517 году изгнал татар из окрестностей Тулы. В 1519 году он был воеводой в Торопце, затем участвовал в походе на Литву под Полоцк. В 1520 году Бутурлин снова был назначен вторым воеводой в Торопец.
Имел трёх сыновей: Степана, Ивана и Фёдора